# Turneul mondial de calificare FIBA 2016 - Belgrad

Turneul mondial de calificare FIBA 2016 din Belgrad este unul dintre cele trei turnee mondiale de calificare FIBA 2016. Turneul s-a desfășurat la Kombank Arena în Belgrad, Serbia, în perioada 4-9 iulie 2016. Echipele naționale ale Angolei, Puerto Rico, Japoniei, Cehiei, Letoniei, și gazdele Serbia au fost incluse în turneu. Câștigătoarea se va califica pentru Jocurile Olimpice de vară din 2016.

## Echipe
| Echipa      | Calificare                               | Data calificării   | Clasamentul mondial FIBA |
| ----------- | ---------------------------------------- | ------------------ | ------------------------ |
| Serbia      | Gazdă, Eurobaschet 2015 locul 4          | 19 ianuarie 2016   | 6                        |
| Angola      | AfroBasket 2015 finalistă                | 30 august 2015     | 15                       |
| Puerto Rico | Campionatul Americilor FIBA 2015 locul 5 | 9 septembrie 2015  | 16                       |
| Japonia     | Campionatul Asiei FIBA 2015 locul 4      | 3 octombrie 2015   | 48                       |
| Cehia       | Eurobaschet 2015 locul 7                 | 18 septembrie 2015 | 42                       |
| Letonia     | Eurobaschet 2015 locul 8                 | 18 septembrie 2015 | T-35                     |

## Arena
Kombank Arena a fost aleasă ca arena principală pentru acest turneu. Arena este situată în Novi Beograd, dar orașul gazdă a fost desemnat ca fiind Belgrad, întrucât Novi Boegrad face parte din municipalitatea Belgradului.
| Belgrad            | BelgradTurneul mondial de calificare FIBA 2016 - Belgrad (Serbia) |
| Kombank Arena      | BelgradTurneul mondial de calificare FIBA 2016 - Belgrad (Serbia) |
| Capacitate: 25.000 | BelgradTurneul mondial de calificare FIBA 2016 - Belgrad (Serbia) |
|                    | BelgradTurneul mondial de calificare FIBA 2016 - Belgrad (Serbia) |

## Arbitri
Următorii arbitrii au fost aleși pentru acest turneu.
- Michael Weiland
- Joseph Bissang
- Carmelo Paternico
- Samir Abaakil
- Fernando Rocha
- Daniel Hierrezuelo
- Emin Moğulkoç
- Anthony Jordan

## Turul preliminar

### Grupa A
Toate orele sunt orele locale (UTC+2). Ora României (UTC+3)
| Loc | Echipa      | MJ | V | Î | PM  | PP  | PD  | Pct | Calificare |
| --- | ----------- | -- | - | - | --- | --- | --- | --- | ---------- |
| 1   | Serbia      | 2  | 2 | 0 | 170 | 141 | +29 | 4   | Semifinale |
| 2   | Puerto Rico | 2  | 1 | 1 | 172 | 168 | +4  | 3   | Semifinale |
| 3   | Angola      | 2  | 0 | 2 | 141 | 174 | −33 | 2   |            |

| 4 iulie 2016 21:00 |

| Boxscore |

| Serbia                                        | 87–81 | Puerto Rico                               |
| Scorul pe sferturi: 21–22, 20–9, 28–20, 18–30 |       |                                           |
| Pt: Nedović 14 Rec: Jokić 8 Pase: Teodosić 6  |       | Pt: Holland 21 Rec: Ramos 7 Pase: Barea 3 |

| 5 iulie 2016 18:00 |

| Boxscore |

| Puerto Rico                                             | 91–81 | Angola                                                      |
| Scorul pe sferturi: 20–18, 26–15, 33–19, 12–29          |       |                                                             |
| Pt: Arroyo, Barea 18 Rec: trei jucători 5 Pase: Barea 7 |       | Pt: Morais 21 Rec: Ambrósio, Moore 6 Pase: patru jucători 2 |

| 6 iulie 2016 18:00 |

| Boxscore |

| Angola                                                 | 60–83 | Serbia                                       |
| Scorul pe sferturi: 23–30, 15–17, 13–22, 9–14          |       |                                              |
| Pt: Moore 10 Rec: Fernandes 6 Pase: Domingos, Santos 2 |       | Pt: Jokić 17 Rec: Jokić 6 Pase: Bogdanović 8 |

### Grupa B
| Loc | Echipa  | MJ | V | Î | PM  | PP  | PD  | Pct | Calificare |
| --- | ------- | -- | - | - | --- | --- | --- | --- | ---------- |
| 1   | Letonia | 2  | 2 | 0 | 159 | 107 | +52 | 4   | Semifinale |
| 2   | Cehia   | 2  | 1 | 1 | 146 | 142 | +4  | 3   | Semifinale |
| 3   | Japonia | 2  | 0 | 2 | 119 | 175 | −56 | 2   |            |

| 4 iulie 2016 18:00 |

| Boxscore |

| Japonia                                                 | 48–88 | Letonia                                             |
| Scorul pe sferturi: 11–26, 12–20, 15–18, 10–24          |       |                                                     |
| Pt: K. Takeuchi 12 Rec: patru jucători 4 Pase: Tabuse 4 |       | Pt: Bertāns 20 Rec: J. Bērziņš 8 Pase: J. Bērziņš 6 |

| 5 iulie 2016 21:00 |

| Boxscore |

| Letonia                                                 | 71–59 | Cehia                                                      |
| Scorul pe sferturi: 13–20, 18–10, 20–15, 20–14          |       |                                                            |
| Pt: Bertāns 18 Rec: patru jucători 5 Pase: Strēlnieks 5 |       | Pt: Schilb, Veselý 10 Rec: Satoranský 8 Pase: Satoranský 8 |

| 6 iulie 2016 21:00 |

| Boxscore |

| Cehia                                          | 87–71 | Japonia                                                  |
| Scorul pe sferturi: 23–14, 25–21, 21–16, 18–20 |       |                                                          |
| Pt: Palyza 22 Rec: Auda 6 Pase: Satoranský 7   |       | Pt: Tsuji 18 Rec: J. Takeuchi, Watanabe 7 Pase: Tabuse 6 |

## Faza eliminatorie
|  | Semifinale  | Semifinale  |         |     | Finala | Finala |
|  |             |             |         |     |        |        |
|  | 8 iulie     |             |         |     |        |        |
|  |             |             |         |     |        |        |
|  | Serbia      | 96          |         |     |        |        |
|  | Serbia      | 96          | 9 iulie |     |        |        |
|  | Cehia       | 72          |         |     |        |        |
|  | Cehia       | 72          | Serbia  | 108 |        |        |
|  | 8 iulie     |             | Serbia  | 108 |        |        |
|  |             | Puerto Rico | 77      |     |        |        |
|  | Letonia     | Puerto Rico | 77      | 70  |        |        |
|  | Letonia     |             |         | 70  |        |        |
|  | Puerto Rico | 77          |         |     |        |        |
|  | Puerto Rico | 77          |         |     |        |        |

### Semifinale
| 8 iulie 2016 18:00 |

| Boxscore |

| Letonia                                        | 70–77 | Puerto Rico                                          |
| Scorul pe sferturi: 13–17, 17–16, 20–18, 20–26 |       |                                                      |
| Pt: Timma 16 Rec: Pasečņiks 9 Pase: Bertāns 7  |       | Pt: Holland 15 Rec: Balkman 10 Pase: Arroyo, Barea 5 |

| 8 iulie 2016 21:00 |

| Boxscore |

| Serbia                                                                 | 96–72 | Cehia                                                  |
| Scorul pe sferturi: 26–17, 19–19, 28–22, 23–14                         |       |                                                        |
| Pt: Bogdanović 21 Rec: Bogdanović, Jokić 8 Pase: Raduljica, Teodosić 6 |       | Pt: Satoranský 14 Rec: Satoranský 7 Pase: Satoranský 7 |

### Finala
| 9 iulie 2016 21:00 |

| Boxscore |

| Serbia                                            | 108–77 | Puerto Rico                                          |
| Scorul pe sferturi: 37–11, 23–16, 22–29, 26–21    |        |                                                      |
| Pt: Bogdanović 26 Rec: Jokić 8 Pase: Bogdanović 8 |        | Pt: Barea 22 Rec: Huertas, Vassallo 4 Pase: Arroyo 6 |

## Clasament final
| # | Echipa      | V–Î | Calificare              |
| - | ----------- | --- | ----------------------- |
| 1 | Serbia      | 4–0 | Calificată la Olimpiadă |
| 2 | Puerto Rico | 2–2 |                         |
| 3 | Letonia     | 2–1 |                         |
| 4 | Cehia       | 1–2 |                         |
| 5 | Angola      | 0–2 |                         |
| 6 | Japonia     | 0–2 |                         |

## Statistici

### Jucători
| Poz. | Nume              | PPG  |
| ---- | ----------------- | ---- |
| 1    | Bogdan Bogdanović | 17.8 |
| 1    | Nikola Jokić      | 17.8 |
| 3    | Dairis Bertāns    | 16.3 |
| 4    | Jose Juan Barea   | 16.0 |
| 5    | Naoto Tsuji       | 14.5 |

| Poz. | Nume             | RPG |
| ---- | ---------------- | --- |
| 1    | Nikola Jokić     | 7.5 |
| 2    | Tomáš Satoranský | 6.3 |
| 3    | Anžejs Pasečņiks | 5.7 |
| 3    | Jānis Timma      | 5.7 |
| 5    | Joji Takeuchi    | 5.5 |

| Poz. | Nume              | APG |
| ---- | ----------------- | --- |
| 1    | Tomáš Satoranský  | 7.3 |
| 2    | Bogdan Bogdanović | 6.0 |
| 3    | Miloš Teodosić    | 5.5 |
| 4    | Yuta Tabuse       | 5.0 |
| 5    | Carlos Arroyo     | 4.5 |

| Pos. | Name           | SPG |
| ---- | -------------- | --- |
| 1    | Carlos Morais  | 2.5 |
| 2    | John Holland   | 2.3 |
| 3    | Stefan Jović   | 1.8 |
| 3    | Nikola Kalinić | 1.8 |
| 5    | Yuta Watanabe  | 1.5 |

| Pos. | Name             | BPG |
| ---- | ---------------- | --- |
| 1    | Yuta Watanabe    | 1.5 |
| 2    | Anžejs Pasečņiks | 1.3 |
| 2    | Jan Veselý       | 1.3 |
| 4    | Renaldo Balkman  | 1.0 |
| 4    | Ojārs Siliņš     | 1.0 |
| 4    | Jānis Timma      | 1.0 |

| Stat                        | Nume          | Media |
| --------------------------- | ------------- | ----- |
| Acuratețea aruncărilor      | Nikola Jokić  | 69.0% |
| Procentaj aruncări 3 puncte | Carlos Arroyo | 66.7% |
| Procentaj aruncări libere   | John Holland  | 93.8% |
| Mingi pierdute              | Carlos Morais | 5.0   |
| Faulturi                    | Ricky Sánchez | 4.0   |

### Echipe
| Pos. | Nume        | PPG  |
| ---- | ----------- | ---- |
| 1    | Serbia      | 93.5 |
| 2    | Puerto Rico | 81.5 |
| 3    | Letonia     | 76.3 |
| 4    | Cehia       | 72.7 |
| 5    | Angola      | 70.5 |

| Poz. | Nume        | RPG  |
| ---- | ----------- | ---- |
| 1    | Letonia     | 44.0 |
| 2    | Angola      | 39.5 |
| 3    | Puerto Rico | 37.5 |
| 4    | Cehia       | 37.3 |
| 5    | Serbia      | 34.5 |

| Poz. | Nume        | APG  |
| ---- | ----------- | ---- |
| 1    | Serbia      | 28.5 |
| 2    | Cehia       | 23.7 |
| 3    | Letonia     | 18.3 |
| 4    | Puerto Rico | 15.3 |
| 5    | Japonia     | 12.0 |

| Poz. | Nume        | SPG |
| ---- | ----------- | --- |
| 1    | Serbia      | 9.0 |
| 2    | Puerto Rico | 8.5 |
| 3    | Letonia     | 7.3 |
| 4    | Angola      | 6.5 |
| 5    | Cehia       | 5.3 |

| Poz. | Nume        | BPG |
| ---- | ----------- | --- |
| 1    | Letonia     | 4.7 |
| 2    | Cehia       | 4.3 |
| 3    | Puerto Rico | 2.0 |
| 3    | Japonia     | 2.0 |
| 5    | Serbia      | 1.8 |